# Schloss Winklberg
Schloss Winklberg (oft auch Schloss Winkelberg) ist ein aus einer Burg hervorgegangenes, heute abgegangenes Schloss in Mitterstockstall in der Marktgemeinde Kirchberg am Wagram, im Bezirk Tulln in Niederösterreich.

## Lage
Die Höhenburg, respektive das später ausgebaute Schloss, befand sich auf dem sogenannten Hausberg, allgemein als "Schloßberg" bezeichnet. Die Hochterrasse liegt 1200 Meter ostnordöstlich der Marktgemeinde am nördlichen Ende des Dorfes Mitterstockstall. Der Burgstall liegt oberhalb des neuen, an der Ortsstraße gelegenen Schlösschens, auf einer natürlichen Lößterrasse des Wagramabfalles, am orographisch linken Ufer des Gießbaches. Die Hochterrasse wird heute landwirtschaftlich, die umgebende Höhe für den Weinbau genutzt.

## Geschichte
Die Errichtung der Burg um 1250 wird Ortlieb von Winkl zugeschrieben, der von hier aus seine Güter verwaltete. 1288 ist ein Leutold von Winkelberg urkundlich. Als Grablege diente denen von Winkl die im benachbarten Kirchberg gelegene Kirche St. Stefan am Wagram. 1392 stirbt die Winklberg-Linie mit Weikard von Winkl aus und das Erbe gelangt über die Schwester Weikards an die Herren von Hohenberg. Im 15. Jahrhundert kommt die Herrschaft Winkelberg, aus den Dörfern Mitterstockstall, Neustift im Felde und dem Schloss bestehend, an die Herren Hager zu Allensteig, 1502 wird Ritter Sigmund von Hager zu Allensteig als Besitzer des Schlosses erwähnt 1508 wird sein Sohn Wolfgang als Besitzer genannt, 1529 wird sie im Türkenkrieg belagert aber nicht erobert, 1539 Wolfgangs Stiefbruder Sebastion Hager zu Allensteig als Besitzer genannt. Wann die Burg danach an Balthasar Freiherr von Puchheim kommt, ist nicht klar, dieser wird aber 1549 beim Verkauf an Christoph von Trenbeck als Besitzer genannt. Vermutlich 1556 kommt die Herrschaft an die von Oberheim, 1572 ist Christoph von Oberheim im Besitz, 1582 oder 1585 wird Georg von Oberheim beim Verkauf an Hans von Moser genannt. 1601 wird Margaretha von Rohrbach verwitwete Oberheim genannt, die den Besitz von ihren Söhnen erhalten hätte. Von 1606 bis 1620 war Hans Andrä von Stadel im Besitz von Schloss und Herrschaft, der die Güter aber wegen seiner protestantischen Gesinnung wieder verliert und an den zum katholischen Glauben konvertierten Michael Adolf Graf  von Althan veräußert. 1629 oder 1637 kommt der Besitz durch eine Schenkung Althans an das Jesuitenkolleg in Krems, die um 1700 Sanierungsarbeiten durchführten. Nach der Auflösung des Jesuitenordens im Jahr 1773 fällt der Besitz um 1800 an die Staatsgüteradministration, die den Bau weitgehend verfallen lässt.

## Beschreibung
Ein Stahlstich von Georg Matthäus Vischer aus dem Jahr 1672 zeigt das „Schloss Winckhelperg“ wobei es sich vermutlich um die Westseite handelt. Wann die Burg schlossähnlich umgestaltet wurde, ist nicht klar. Das Schloss war augenscheinlich ein stattlicher, burgartiger, polygonaler und zweistöckiger Bau mit Dachgauben und Satteldach und war beidseitig mit Türmen gesichert. Einer davon war der wohl fünfstöckige polygonale Treppenturm mit einem Dachhelm in Spitzhaubenform, der andere Turm ist als nahezu quadratischer Bergfried anzusprechen, der ebenfalls weit über den Palas hinausragte und einen zinnenbewehrten Mauerabschluss ohne sichtbares Dach hatte. Schweickhardt erwähnt noch einen zweigegliederten kleinen Marstall, eine Wagenschupfe und einen größeren Weinkeller.
Das auf einem knapp 20 Meter hohen Schlossberg thronende Schloss hatte eine südlich angebautes Vorwerk (möglicherweise auch als Torhaus anzusprechen) mit kleinen Erkertürmchen und Zinnenkrone und war über eine Wall-Graben-Wall-Anlage gesichert. Eine zugehörige Kapelle war dem Hl. Achatius geweiht. An der Straße unterhalb des Schlossberges entstand 1715 der Meierhof der Herrschaft.
Das Schloss wurde Ende des 18. Jahrhunderts ruinös und ab 1820 zur Materialgewinnung vollständig abgetragen, wobei dann der Meierhof schlossartig umgestaltet wurde und heute oft als [neues] Schloss Winkelberg oder als Schloss Mitterstockstall angesprochen wird. Ab 1826 privatisiert ist das Gelände bis heute Privatbesitz. Vom Schloss existiert nur noch der Schlossberg als Kegelstumpf mit einem Durchmesser von rund 40 Metern an der Krone und eine Höhe von etwa 17 bis 18 Metern.